# Aloys Berg
Aloys Berg (* 26. September 1946 in Duisburg) ist ein deutscher Sportmediziner und Professor für Sportmedizin.

## Leben und Werk
Aloys Berg wurde als Sohn des Kraftfahrers Walter Berg und seiner Frau Helene, geb. Jörg, in Duisburg geboren. Nach dem Abitur am mathematisch-naturwissenschaftlichen Mercator-Gymnasium in Duisburg im Februar 1966 und dem Wehrdienst, den er im Sanitätsdienst der Bundesmarine ableistete, studierte Berg von 1967 bis 1972 Humanmedizin an der Universität Freiburg und schloss das Studium mit dem Staatsexamen ab. Im Frühjahr 1973 wurde er mit einer von Joseph Keul betreuten Arbeit über den Einfluss anaboler Substanzen auf das Verhalten freier Aminosäuren an der Universität Freiburg promoviert. Berg war in den Jahren 1974 bis 2008 Mitarbeiter der Abteilung Sportmedizin in der Medizinischen Klinik am Universitätsklinikum Freiburg. Er leitete von 2005 bis 2011 den Arbeitsbereich Ernährung am Institut für Sport und Sportwissenschaft der Universität Freiburg. Zuletzt war er als Arzt an seinem privaten „Institut für Präventive Medizin“ in Freiburg tätig.
Nach eigener Darstellung erhielt er Rufe auf C4-Professuren für Sportmedizin an den Universitäten Leipzig und Jena.
Zu Bergs wissenschaftlichen Schwerpunkten zählen Sporttherapie und Lebensstilintervention bei internistischen Krankheitsbildern, Diagnostik und Therapie von Fettstoffwechselstörungen, Sportbiochemie und Sportimmunologie und Ernährung und Sport.
Das NDR-Magazin Plusminus erhob im Januar 2015 Vorwürfe gegen Berg wegen möglicherweise standeswidriger Werbung für ein Diätprodukt.

## Schriften (Auswahl)
- Das Verhalten der freien Aminosäuren im Serum in Ruhe und bei Körperarbeit unter dem Einfluss von anabolen Substanzen  . Dissertation Freiburg 1972.
- mit Joseph Keul: Körperliche Aktivität bei Gesunden und Koronarkranken. Witzstrock, Baden-Baden 1980, ISBN 3-87921-149-3.
- Lipoprotein-Cholesterin und körperliche Aktivität. Habilitationsschrift Freiburg 1983.
- mit Eberhard Ahlgrimm, Joseph Keul: Kalium und Sport. Braun, Karlsruhe 1994, ISBN 3-7650-1718-3.
- mit Frank Pabst: Rund um die Gesundheit. Umschau, Frankfurt am Main 1998, ISBN 3-524-72014-5.
- mit Michael Hamm: Fit-Faktor Enzym-Hefezellen. Haug, Stuttgart 2006, ISBN 978-3-8304-2233-4.
- mit Andrea Stensitzky, Daniel König: Cholesterin senken. Gräfe und Unzer, München 2010, ISBN 978-3-8338-1181-4.